# Žibėnų tvenkinio apylinkės
Žibėnų tvenkinio apylinkės este o arie protejată (sit de importanță comunitară — SCI) din Lituania întinsă pe o suprafață de 55,74 ha, integral pe uscat.

## Localizare
Centrul sitului Žibėnų tvenkinio apylinkės este situat la coordonatele 54°54′01″N 25°08′23″E / 54.9003°N 25.1397°E.

## Înființare
Situl Žibėnų tvenkinio apylinkės a fost declarat sit de importanță comunitară în septembrie 2021 pentru a proteja un număr necunoscut de specii din flora spontană și fauna sălbatică aflate în arealul zonei.

## Biodiversitate
Situată în ecoregiunea boreală, aria protejată conține 1 habitat natural: Păduri pe pante, grohotișuri și ravene de Tilio-Acerion.
La baza desemnării sitului se află un număr nedeclarat de specii protejate.